# Brignoliella dankobiensis
Brignoliella dankobiensis là một loài nhện trong họ Tetrablemmidae.
Loài này thuộc chi Brignoliella. Brignoliella dankobiensis được Bourne miêu tả năm 1980.